# تكون الشحم

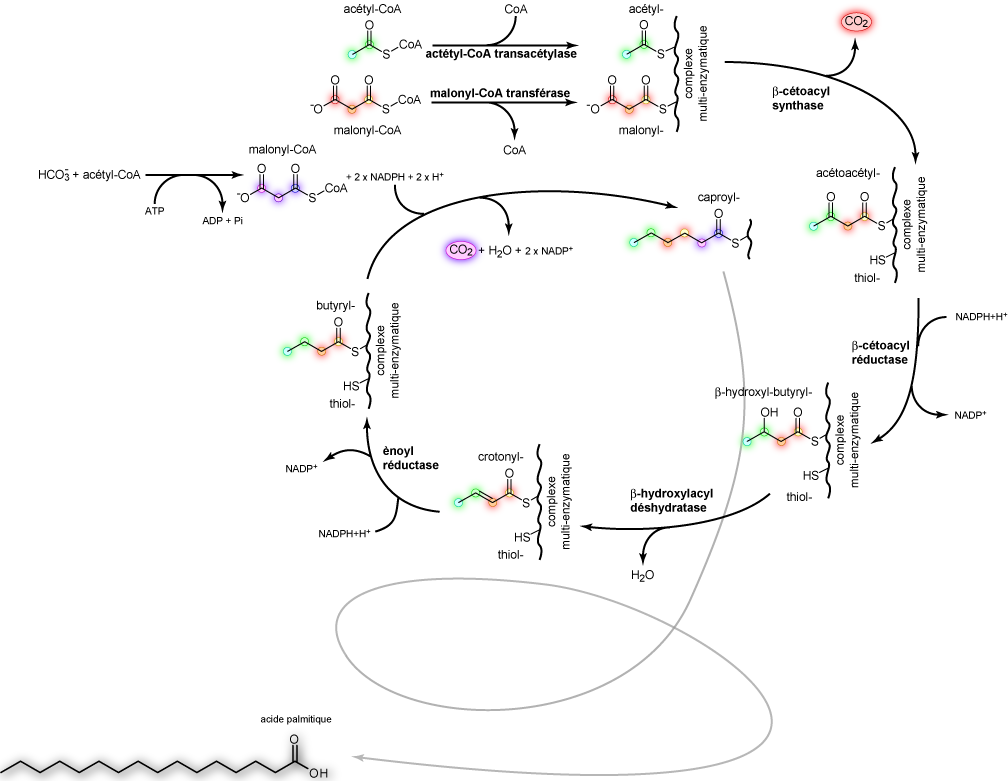
تكون الشحم

يشير مصطلح تكون الشحم في الكيمياء الحيوية إلى العملية التي يتم من خلالها تحويل الأحماض الدهنية والجلسرين إلى دهون، أو عملية التمثيل الغذائي التي يتم من خلالها تحويل أسيتيل مرافق الإنزيم-أ إلى دهون ثلاثية لتخزين الدهون. يتم تضمين كل من إنتاج الأحماض الدهنية والدهون الثلاثية في عملية تكوين الدهون، حيث تكون الطريقة الأخيرة هي الطريقة التي يتم من خلالها أسترة الأحماض الدهنية إلى الجلسرين ثم تعبئتها في البروتين الدهني منخفض الكثافة جدًا (VLDL).
تنتج الأحماض الدهنية في سيتوبلازم الخلايا بإضافة وحدتين من الكربون بشكل متكرر إلى أسيتيل مرافق الإنزيم-أ. من ناحية أخرى يحدث تخليق ثلاثي الجلسرين في الغشاء الشبكي الإندوبلازمي للخلايا عن طريق ربط ثلاثة جزيئات من الأحماض الدهنية بجزيء الجلسرين. تتم كلتا العمليتين بشكل رئيسي في الكبد والأنسجة الدهنية. ومع ذلك فهو يحدث أيضًا إلى حد ما في الأنسجة الأخرى مثل الأمعاء والكلى. نُشرت مراجعة حول الجينات الشحمية في الدماغ في عام 2008 من قبل العالمان لوبيز وفيدال بويج. يتم بعد ذلك إفراز البروتين الدهني الناتج مباشرة في الدم لتسليمه إلى الأنسجة المحيطية بعد تعبئته في البروتين الدهني منخفض الكثافة جدًا في الكبد.

## مقدمة
تلعب الخلايا الشحمية دوراً حيوياً في توازن الطاقة وتعالج أكبر احتياطي للطاقة مثل الدهون الثلاثية في جسم الحيوانات. تبقى الخلايا الشحمية في حالة ديناميكية، وتبدأ بالتوسع عندما يكون مدخول الطاقة أعلى من الإنفاق ويخضع لعملية تعبئة عندما يتجاوز الإنفاق على مقدار الطاقة. يتم تنظيم هذه العملية بشكل كبير من خلال الهرمونات التنظيمية المضادة التي تعتبر هذه الخلايا حساسة للغاية. يعزز هرمون الأنسولين التوسع، في حين أن هرمونات مكافحة الإيبينيفرين، الجلوكاجون تعزز التعبئة تكون الشحم هو عملية التمايز الخلوية محكمة التنظيم، والتي يتم فيها تحويل إلى الخلايا الشحمية المتباينة. مقارنة مع الخلايا من سلالات أخرى، فإن التمايز في المختبر من الخلايا الدهنية هو أصيل ويلخص معظم سمة مميزة في تكون الشحم( فيفو.) الملامح الرئيسية لل الخلية الشحميه متباينة هي التغير المورفولوجي، والاعتقال النمو، والتعبير العالي من الجينات. واكتناز الشحم وإنتاج الهرمونات مثل leptin ، resistin (في الماوس، وليس في البشر) وTNF-alpha.

## نماذج التمايز
في المختبر يعتبر انتقال الخلايا الليفية إلى الخلايا الشحمية الناضجة واحدة من أفضل العمليات المميزة للتمايز الخلوي. يمكن عزل الخلايا الأولية القفوية من جزء الأوعية الدموية اللحمية من الأنسجة الدهنية. وعندما يعالجون في زراعة الخلايا بمزيج من المستجيبات الشحمية، يمكنهم التفريق في الخلايا الشحمية.
تم تطوير نهج لدراسة تطوير الأنسجة الدهنية وتنظيم التعبير الجيني الشحمي الخاص في سياق في الجسم الحي بواسطة Mandrup7] أعطت الخلايا 3T3-F4424 عند زرعها في الفئران (عارية) منصات الدهون التي كانت مشابهة للنسيج الدهني الأبيض الداخلي. نهج آخر، وضعت من قبل Scherer وزملائه هو نظام AdipoChaser9] يستخدم هذا الماوس جزيئات LTZ transducene خاصة محفوفة من مادة دهنية محددة، حيث يمكن تصنيف كل الخلايا الشحمية الموجودة حاليًا على أنها لاكس إيجابية (ملطخة باللون الأزرق) وتقييم الخلايا الشحمية الجديدة (غير المشبعة بالألوان) في الجسم

## التنظيم الهرموني
عوامل الغدد الصماء
تحرير عوامل الغدد الصماء منتجات نظام الغدد الصماء مثل الأنسولين، IGF-1 ، cAMP ، جلايكورتيكود، وثلاثي يودوثيرونين تحفز على نحو فعال.